# Drymonia warszewicziana
Drymonia warszewicziana är en tvåhjärtbladig växtart som beskrevs av Johannes von Hanstein. Drymonia warszewicziana ingår i släktet Drymonia och familjen Gesneriaceae. Inga underarter finns listade i Catalogue of Life.